# Wilżyna rozłogowa

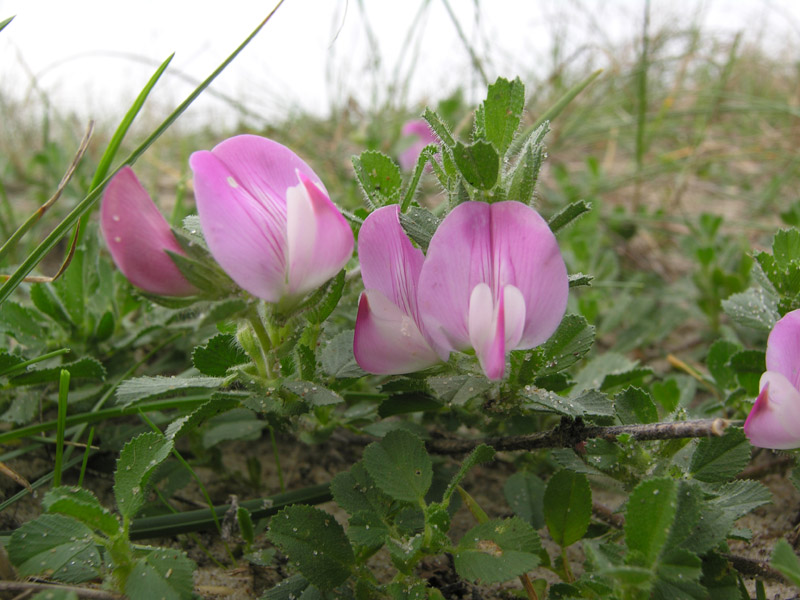
Kwiaty

Wilżyna rozłogowa (Ononis repens L.) – gatunek rośliny wieloletniej z rodziny bobowatych. Występuje w środkowej i zachodniej Europie. W Polsce objęta ochroną.

## Rozmieszczenie geograficzne
Występuje w środkowej i zachodniej Europie, na północy sięga do Wielkiej Brytanii i krajów skandynawskich, na wschodzie do Polski i zachodniej Ukrainy, na południu do Bułgarii, krajów byłej Jugosławii, północnych Włoch i Hiszpanii. W Polsce występuje nierzadko w części północno-zachodniej (na zachód od dolnej Wisły, na północ od Noteci oraz na ziemi lubuskiej), rzadko na Dolnym Śląsku.

## Morfologia
PokrójRoślina z rozłogami, leżąca lub podnosząca się o długości pędów do 40, rzadko do 60 cm.
ŁodygaKosmato ogruczolona dookoła, bezbronna lub z nielicznymi i dość miękkimi cierniami. Zakorzenia się u nasady, poza tym leży lub podnosi się.
LiścieUlistnienie skrętoległe, liście podłużnie eliptyczne, na szczycie zaokrąglone, rzadziej wycięte. W dotyku lepkie, ale nie cuchnące.
KwiatyMotylkowe, wyrastające w kątach liści pojedynczo, rzadziej po dwa, zwykle oddalone od siebie, rzadko tworzące luźne i krótkie grona. Kielich ogruczolony o ostrych ząbkach do trzech razy dłuższych od rurki. Korona różowa z żagielkiem dłuższym od skrzydełek.
OwocJajowaty, żółtawobrązowy strąk krótszy od kielicha, w nim ukryty. Nasiona brodawkowate.

## Biologia i ekologia
Bylina lub półkrzew. Kwitnie od czerwca do lipca (czasem do września). Rośnie na murawach, przydrożach i na skrajach lasów. Tworzy mieszańce z wilżyną ciernistą.

## Zagrożenia i ochrona
Nieprzerwanie od 2004 roku roślina podlega w Polsce częściowej ochronie gatunkowej, status ochronny został utrzymany w Rozporządzeniu Ministra Środowiska z dnia 9 października 2014 r. w sprawie ochrony gatunkowej roślin. Jest zagrożona poprzez bezpośrednie niszczenie oraz eutrofizację siedlisk.